# Le Planivers
Le Planivers (en anglais, The Planiverse) est un roman de Alexander Dewdney (en), écrit en 1984, décrivant un monde bidimensionnel, dans l'esprit et la continuation du roman Flatland de Edwin Abbott Abbott écrit un siècle plus tôt, mais développant, contrairement à ce dernier, les détails de ce monde avec un souci constant de « réalisme ».

## Développement
En 1977, Alexander Dewdney (en), s'inspirant de Flatland, une allégorie située dans un monde à deux dimensions, décida de développer la physique et la chimie (hypothétiques) d'un tel univers. Il publia une brève monographie en 1979 appelée Two-Dimensional Science and Technology. En juillet 1980, celle-ci fut analysée par Martin Gardner pour le Scientific American,  amenant la vente de toutes les copies existantes ; ce succès amena Dewdney  à publier A Symposium on Two-Dimensional Science and Technology en 1981, texte qui contenait des suggestions sur le fonctionnement d'un univers bidimensionnel, adressées à des scientifiques et  aussi à un public moins averti. Dewdney et ses étudiants en informatique décidèrent alors de rentrer davantage dans le détail de la simulation d'un tel univers. 

## Synopsis
Le roman part de l'hypothèse qu'une simulation informatique d'un monde vertical en 2D (c'est-à-dire ne connaissant que les directions  Est-Ouest et  Haut-Bas, mais non Nord-Sud) a été implémentée par les étudiants de l'auteur (professeur d'informatique), et contient des modèles rudimentaires d'organismes biologiques.
Ils découvrent alors, à leur grande surprise, que leur univers artificiel est accidentellement devenu un moyen de communiquer avec un véritable monde à deux dimensions appelé  Arde (dont l'aspect remplace sur leurs écrans la simulation initiale) ; ils
rentrent ainsi en contact  « télépathique » avec Yendred, un Ardéen d'esprit philosophe, qui se prépare à un voyage à travers l'unique continent de Arde, pour en apprendre plus  sur les croyances des habitants de son haut plateau.
Écrit comme un récit de voyage, le reste du roman raconte les aventures de Yendred, et sert aussi de prétexte à une description détaillée  d'aspects divers de la vie dans un monde bidimensionnel, depuis la construction de maisons souterraines (pour ne pas gêner le déplacement en « surface ») et d'ingénieuses portes-poutres  qui empêchent qu'elles s'effondrent, jusqu'à l'élégante solution découverte par l'évolution, permettant à des circuits nerveux de se « croiser »  ; un appendice explique d'ailleurs des résultats plus fondamentaux de physique et de chimie, comme le tableau périodique des éléments, réduit dans  cet univers à moins de cinquante atomes.
La fin du roman débouche sur une approche mystique, où l'on comprend que ce qui apparaissait à Yendred comme magique (par exemple la vision de son monde à partir de la troisième dimension, et donc de l'intérieur des objets) n'est qu'un cas particulier de ce que peuvent atteindre les êtres « éclairés » de son monde, voyageant dans toutes les dimensions possibles.